# Burgstall Eulenknapp
Der Burgstall Eulenknapp ist eine abgegangene mittelalterliche Niederungsburg in Verne, Stadt Salzkotten im Kreis Paderborn in Nordrhein-Westfalen, Deutschland. Sie war ein Rittersitz der Herren von Verne.

## Lage
Der Burgstall liegt 1 km südöstlich von Verne in der Nähe der Brünnekenkapelle am Ufer der Bohmke.

## Geschichte
Die Burg war ein Rittersitz des Ministerialengeschlechts der Herren von Verne. In den Jahren 1575–1577 kauften und erbten die Herren von Krevet den Besitz der Herren von Verne. Später zerfiel die Burg auf dem Eulenknapp.
1607 errichtete der Ritter Wilhelm Krevet an anderer Stelle die Vernaburg, um seine Residenz von der Freiheit in Salzkotten nach Verne zu verlegen.
Nach dem Aussterben der Krevet im Mannesstamm 1638 erwarb das Adelsgeschlecht von Brenken einen Teil ihrer Güter mit der Vernaburg und dem Eulenknapp.
1843 wurde der Hügel Eulenknapp von den Freiherren von Brenken abgetragen, um Flößwiesen anzulegen.

## Beschreibung
Der Standort der Burg war der Hügel Eulenknapp. Bei seiner fast völligen Abtragung im Jahr 1843 stieß man auf Mauerreste. Da eine Dokumentation fehlt, können weitere Aussagen nicht getroffen werden.
Heute wird das Gelände der Burg landwirtschaftlich genutzt.